# Tasse (unité)
Pour les articles homonymes, voir Tasse (homonymie) et Cup.

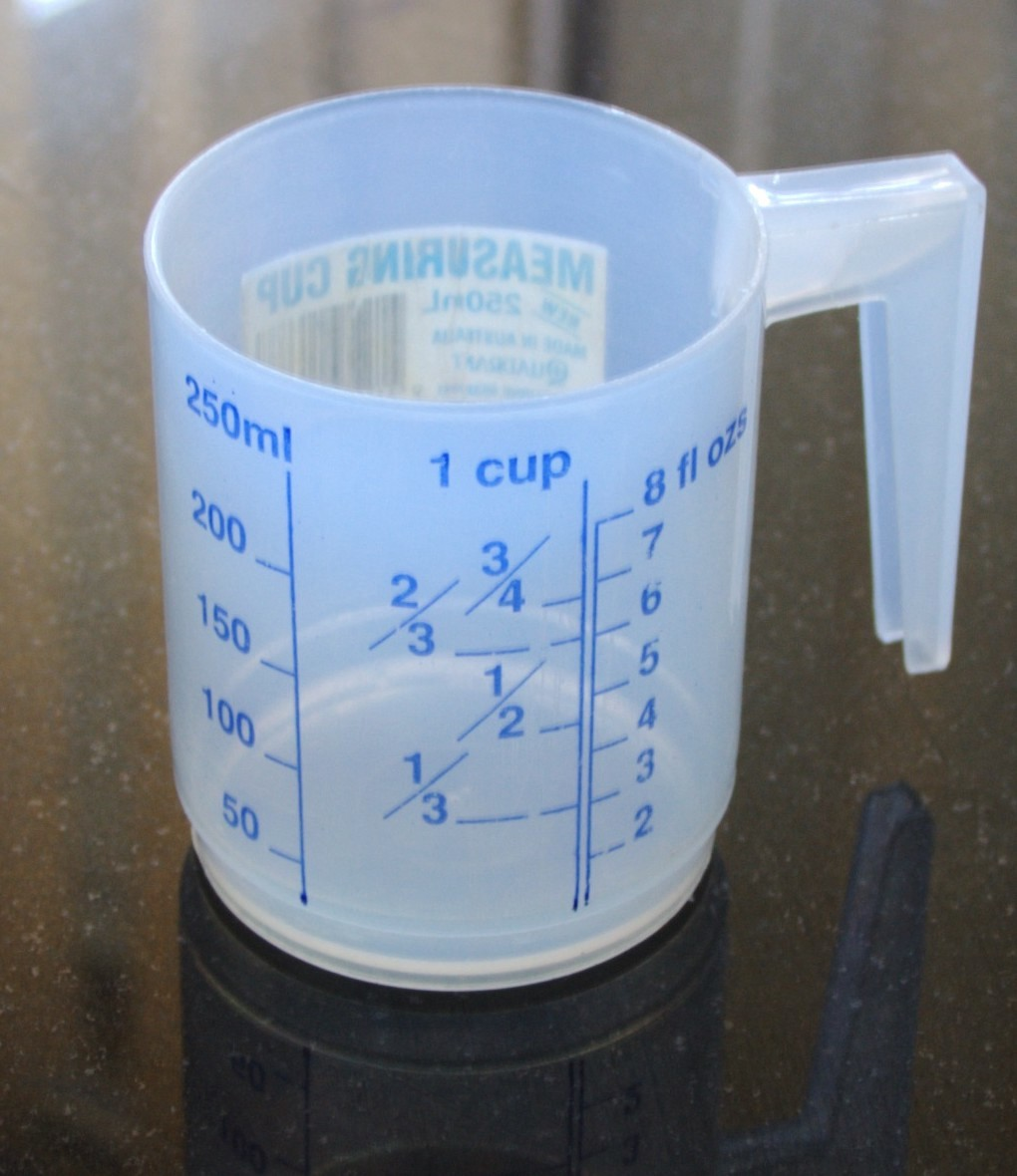
Tasse métrique.

La tasse est une mesure de volume utilisée en cuisine, notamment dans les recettes et publications anglo-saxonnes, d'Amérique du Nord et d'Amérique latine. Son symbole est c (de l'anglais cup) en anglais (dans les livres canadiens en français, le c est réservé aux cuillères) et indifféremment tz ou tza en espagnol. 
La tasse peut prendre différentes valeurs :
- Dans le système de mesure impérial, la tasse est définie comme 1/2 pinte impériale, soit 10 onces liquides impériales, ce qui vaut exactement 284,130 625 ml, mais est généralement arrondi à 284 ml ;
- Dans le système de mesure américain, la tasse est définie comme 1/2 pinte américaine, soit 8 onces liquides américaines, ce qui vaut exactement 236,588 236 5 ml, mais est légalement arrondi à 240 ml ;
- Il y a une tasse hybride canadienne (américaine-impériale) de 8 onces liquides impériales, 227,304 5 ml, arrondie à 225 ml ;
- La tasse métrique vaut exactement 250 ml (4 tasses métriques par litre). Elle est utilisée en Amérique latine, en Australie, au Canada et en Nouvelle-Zélande ;
- La tasse japonaise standard est d'origine métrique, mais vaut exactement 200 ml (0,8 tasse métrique, soit 5 tasses japonaises par litre) ;
- Une autre sorte de tasse japonaise vaut 180 ml et sert pour le riz et le saké (c'est un arrondi d'une autre tasse traditionnelle japonaise, spécifique au riz) ;
- Dans les recettes traditionnelles allemandes, une « tasse » veut normalement dire « tasse à café » ou  obertasse et vaut 1/8 litre, soit 125 ml[2] ;
- On trouve aussi, assez répandue, l'unité « tasse à café » de 150 ml[3].

Cependant, les arrondis peuvent varier encore plus dans certains manuels de cuisine. Ainsi, une édition récente de la Cuisine raisonnée (Québec) peut dire dans une même liste d'ingrédients que 50 ml est un quart de tasse (200 ml/t), que 75 ml est un tiers de tasse (225 ml/t) et que 250 ml est une tasse!